# Ким, Анатолий (Герой Социалистического Труда)
Анатолий Ким (28 декабря 1918 года, деревня Бородино, Никольск-Уссурийский уезд, Приморская область — январь 1982 года, Неклиновский район, Ростовская область) — бригадир колхоза имени Димитрова Нижне-Чирчикского района Ташкентской области, Узбекская ССР. Герой Социалистического Труда (1951).

## Биография
Родился в 1918 году в крестьянской семье в деревне Бородино Никольск-Уссурийского уезда.
В 1931 году окончил пять классов начальной школы в родной деревне. Трудовую деятельность начал в колхозе «Песчаный» Посьетского района. В 1937 году депортирован в Ташкентскую область. С 1937 года — бригадир колхоза имени Советской Конституции Средне-Чирчикского района и с 1946 года — полевод, бригадир полеводческой бригады колхоза имени Димитрова Нижне-Чирчикского района. В 1950 году вступил в ВКП(б).
В 1950 году бригада Анатолия Кима получила в среднем по 122,9 центнера зеленцового стебля кенафа с каждого гектара на участке площадью 17,3 гектаров. Указом Президиума Верховного Совета СССР от 22 мая 1951 года удостоен звания Героя Социалистического Труда с вручением ордена Ленина и золотой медали «Серп и Молот».
Неоднократно избирался депутатом Красно-Октябрьского районного Совета народных депутатов Нижне-Чирчикского района (1950—1960). Несколько раз участвовал во Всесоюзной выставке ВДНХ (1955—1957, 1960, 1962).
С 1963 года проживал в Ростовской области, где трудился рисоводом в колхозе «Мир» Матвеево-Курганского района. С 1964 года — бригадир рисоводческой бригады в колхозе «Россия» Неклиновского района с усадьбой в селе Троицкое.
В 1975 году вышел на пенсию. Проживал в Неклиновском районе.
Скончался в январе 1982 года.
Награды
- Герой Социалистического Труда
- Орден Ленина
- Медаль «За трудовую доблесть» (1950)
- Медаль «За доблестный труд в Великой Отечественной войне 1941—1945 гг.»
- Серебряная (1962), две бронзовые (1955, 1960) медали ВДНХ